# Marquesado de Liédena
El Marquesado de Liédena  es un título nobiliario español creado el 4 de enero de 1709 por el rey rival austracista "Carlos III", durante de la Guerra de Sucesión Española, futuro Carlos VI del Sacro Imperio Romano Germánico, a favor de  Francisco de Velasco, Ceballos y Neto, señor de Liédena, en Navarra, caballero de la Orden de Santiago, del consejo de S.M. en el de Hacienda, su gentil-hombre de casa y boca y tesorero general.  La merced le fue concedida en premio de sus grandes servicios políticos y militares, y los padecimientos que sufrió por seguir la causa austracista. Este título sería reconocido por el rey Felipe V en virtud del tratado de paz de Viena de 1725.

## Marqueses de Liédena
|                                                           | Titular                                                          | Periodo                                                   |
| Creación por Carlos VI del Sacro Imperio Romano Germánico | Creación por Carlos VI del Sacro Imperio Romano Germánico        | Creación por Carlos VI del Sacro Imperio Romano Germánico |
| --------------------------------------------------------- | ---------------------------------------------------------------- | --------------------------------------------------------- |
| I                                                         | Francisco de Velasco Ceballos y Neto                             | 1709-                                                     |
| II                                                        | Fernando de Velasco Ceballos, Neto y Pérez de Bustamante         | -                                                         |
| III                                                       | Antonio Quintín de Velasco, Ceballos, Neto y Pérez de Bustamante | -                                                         |
| IV                                                        | Rafael Basilio Boulet y de Velasco, López, Pérez de Bustamente   | -                                                         |
| V                                                         | Rafael Mariano Boulet, Victoria de Ahumada, Velasco y Chavarrino | -                                                         |
| VI                                                        | Rafael María Boulet y González-Feijoo                            | -                                                         |
| VII                                                       | Fernando Ruano y Prieto, Vargas-Machuca y Muñoz-Cobo             | 1906-                                                     |
| VIII                                                      | Jerónimo Ruano y Rodríguez-Arias                                 | -1959                                                     |
| IX                                                        | María de la Concepción Boulet y González-Feijóo                  | 1959-1959                                                 |
| X                                                         | Rafael Boulet y Sirvent                                          | 1959-2016                                                 |
| XI                                                        | María del Carmen Boulet y Alonso                                 | 2017-                                                     |

## Historia de los marqueses de Liédena
- Francisco de Velasco Ceballos y Neto, I marqués y señor de Liédena. Nació en la ciudad de Santander en el año 1640. Su casa solar originaria se encontraba en Santander, valle de Toranzo. Fueron sus padres Antonio de Velasco Ceballos, natural de Santander, valle de Piélagos y lugar de Zurita, señor y pariente mayor de la casa solariega de Velasco en la Rueda, capitán de infantería del Valle de Píelagos, juez superintendente de montes, fábricas y plantíos, y patrón único de las iglesias de San Nicolás de la Presillas, San Martín de Zurita, Santa María del Monte y sus anejos: y doña Feliciana de Ceballos Neto, natural también del Valle de Toranzo y lugar de Presillas, señora y pariente mayor de la casa solariega de Ceballos. Casó en 1683 con Teresa Pérez de Bustamante y Ceballos, hija mayor de  Antonio Pérez de Bustamante, caballero de la orden de Santiago, del consejo de S.M. y secretario de hacienda, y de Doña Alfonsa de Ceballos. Falleció el 10 de julio de 1725, siendo sepultado en la iglesia del convento de San Francisco de la referida ciudad de Barcelona.

Le sucedió su hijo primogénito:
- Fernando de Velasco Ceballos, Neto y Pérez de Bustamante (m. 9 de mayo de 1752), II marqués y señor de Liédena, caballero de la orden de Alcántara y gentil-hombre de cámara del emperador de Austria. No dejó sucesión.

Le sucedió su hermano:
- Antonio Quintín de Velasco, Ceballos, Neto y Pérez de Bustamante, III marqués de Liédena, marqués de Velasco. Sucedió a su hermano en la casa y estados, siendo tercer marqués y señor de Liédena, mayor general y gentil-hombre de cámara del mismo emperador, cuya suerte siguió hasta sus últimos momentos, falleciendo en Viena. Sin sucesión directa el 28 de octubre de 1769

Le sucedió su sobrino:
- Rafael Basilio Boulet y de Velasco, López, Pérez de Bustamante, IV marqués y señor de Liédena,  contador de Resultas, decano del tribunal de la Contaduría mayor de cuentas de S. M., el cual era hijo primogénito de  José Antonio Boulet y López, poseedor del mayorazgo de Boulet en Madrid, y de María Manuela de Velasco, Ceballos, Neto, Pérez de Bustamante, hermana de los anteriores marqueses. Contrajo matrimonio con María del Cármen Victoria de Ahumada. Falleció en Madrid el 4 de febrero de 1817.

Le sucedió su hijo primogénito:
- Rafael Mariano Boulet, Victoria de Ahumada, Velasco y Chavarino, V marqués y señor de Liédena, caballero de la real y distinguida orden española de Carlos III, caballero de la orden de San Juan de Jerusalén, gentilhombre de cámara de S.M. Socio corresponsal de la Económica de Amigos del país de Valencia.  Nació en Madrid el 10 de julio de 1815.  En 1846 al contraer matrimonio con Dolores González Feijóo, camarista y azafata de S. M., con destino al cuarto del infante Francisco de Paula Antonio.
- Rafael María Boulet y González-Feijoo, VI marqués de Liédena.

Rehabilitación del marquesado en 1906
- Fernando Ruano y Prieto, Vargas-Machuca y Muñoz-Cobo, VII marqués de Liédena y VII barón de Velasco.Caballero del Real Cuerpo de la Nobleza de Madrid, su Diputado Fiscal e Inspector de Uniformes. Caballero Maestrante de la Real de Zaragoza. Diputado a Cortes, senador del Reino, Gran Cruz de la Real Orden al Mérito Agrícola, comendador de la Real Orden de Isabel la Católica. Doctor en Derecho y en Filosofía y Letras. Inspector general de Enseñanza y director general de Agricultura. Ganadero y agricultor.

Casó en primeras nupcias con María del Amparo Rodríguez-Arias.
Le sucedió su único hijo:
- Jerónimo Ruano y Rodríguez-Arias, VIII marqués de Liédena. Miembro de la Asociación de Hidalgos a Fuero de España. Ganadero y agricultor. Casó con María del Carmen López de Tejada y Hurtado y en segundas nupcias con María del Pilar de Burnay y Pacheco.

Ganaría el título en juicio de mejor derecho en 1958 y, según la sentencia, se revocó las reales órdenes y cartas expedidas en 1906 y 1907
- María de la Concepción Boulet y Fernández-Feijóo, IX marquesa de Liédena.

por cesión, le sucede su sobrino:
- Rafael Boulet y Sirvent (m. 19 de noviembre de 2016),[3] X marqués de Liédena.[4]

Le sucede su hija:
- María del Carmen Boulet y Alonso, XI marquesa de Liédena. [5]